# Ana María Ragonese
Ana María Ragonese ( 1928 - 1999) fue una botánica y paleobotánica argentina.
Fue una reconocida taxónoma vegetal, especializándose en Poaceae y en fósiles. Estudió en la Universidad de Buenos Aires (UBA), obteniendo su doctorado en Ciencias Naturales por la Facultad de Ciencias Exactas y Naturales (UBA) en 1960. Comenzó a dar clases en la misma, como profesora, impartiendo cursos de anatomía vegetal y dirigiendo tesis. Allí comenzó como asistente del jefe de trabajos prácticos y luego se convirtió en profesora adjunta, cargo que ocupó hasta 1974. 
Ragonese era también secretaria técnica del Instituto Miguel Lillo e investigadora del Instituto de Botánica Agrícola. En 1962 se convirtió en investigadora del Consejo de Investigación en Ciencia y Tecnología (CONICET) y la Facultad de Agronomía de la UBA.
Ragonese recibió una beca del CONICET en 1971 que le permitió viajar al Reino Unido para investigar en el Laboratorio Jodrell del Real Jardín Botánico de Kew. También investigó en la división de paleobotánica del Museo Argentino de Ciencias Naturales 'Bernardino Rivadavia' en Buenos Aires antes de establecerse finalmente en el Instituto Darwinion de Botánica hasta su jubilación en 1990. 
Miembro de la Sociedad Argentina de Botánica y la Asociación Internacional de la Madera. Anatomista, su investigación se centró en la anatomía foliar y frutal de las Frankeniaceae y los géneros Adesmia, Dimorphandra, Mora (Fabaceae) Pterocaulon (Asteraceae) y Rhynchospora (Cyperaceae). En el campo de la anatomía de la madera estudió las Araliaceae, Myrtaceae, Asteraceae y la morfología de las maderas fósiles y también participó en la revisión taxonómica de algunos grupos, publicando numerosos artículos en cada uno de estos campos.

## Algunas publicaciones
- ana maría Ragonese. 1973. Systematic anatomical characters of the leaves of Dimorphandra and Mora (Leguminosae : Caesalpinioideae). Bot. J. Linn. Soc. 67 : 255-274

- ------------------------------. 1966. Anatomía de las Frankeniáceas argentinas. (Anatomie der argentinischen Frankeniaceen.) Darwiniana (San Isidro) 14: 95 - 129

### Libros
- ana maría Ragonese. 1969. Anatomía del género Adesmia (Leguminosas). 33 pp.

- ------------------------------. 1960a. Estudio anatómico de las especies argentinas de Larrea (Zygophyllaceae).. N.º 109 de Publicación técnica. Instituto de Botánica Agrícola. Edición reimpresa. 370 pp.

- ------------------------------. 1960b. Ontogenia de los Distintos Tipos de Tricomas Hibiscus Rosa-Sinesis L. (Malvaceae). Edición reimpresa

- La abreviatura «A.M.Ragonese» se emplea para indicar a Ana María Ragonese como autoridad en la descripción y clasificación científica de los vegetales.[1]